# Harrison (New York)
Harrison è un centro abitato degli Stati Uniti d'America, situato nello stato di New York, nella contea di Westchester. La località è classificata sia come town che come village.